# Karine de Ménonville
Karine de Ménonville, née le 5 octobre 1972 à Marignane (Bouches-du-Rhône) est une journaliste française travaillant à BFM TV depuis 2007.

## Biographie
Karine de Ménonville est diplômée en 1993 de l’Institut d'études politiques de Paris et en 1996 du Centre de formation des journalistes (CFJ) où elle a suivi la spécialisation « Télévision » avec notamment Anne-Sophie Lapix et Nathalie Renoux. Parallèlement à ses études, en 1995, elle a été pigiste pour le Parisien Oise Matin et pour le Dauphiné libéré et enfin, en 1996, pour France 3 Côte d'Azur.
De 1996 à 2007, elle a travaillé sur la chaîne d'information en continu LCI, en tant que reporter puis comme présentatrice de JT.
En juin 2007, elle rejoint BFM TV pour la version 3 de la chaîne d'information en continu et prend les commandes de la matinale Première édition avec Christophe Delay. Télé 7 Jours estime en juin 2008 qu'elle apporte « professionnalisme et espièglerie » à cette session d'information.
En août 2009, Karine de Ménonville reprend la coprésentation de Info 360 avec Ronald Guintrange tandis que Graziella Rodriguès lui succède à Première édition aux côtés de Christophe Delay,. Partant en congé maternité de février à mai 2010, elle est remplacée par Stéphanie de Muru à la coprésentation de Info 360. À son retour, en juin, Thomas Misrachi est devenu le coprésentateur de cette tranche.
En août 2010, Karine de Ménonville reprend la présentation de la tranche de la mi-journée, de 12 h à 15 h, avec Stéphanie de Muru et Gilane Barret, puis avec Gilane Barret uniquement à la suite du congé de maternité de Stéphanie de Muru.
Lors de la rentrée 2012, elle retrouve Ronald Guintrange pour présenter le Midi-15h, Gilane Barret étant parti pour le Non Stop.
À la rentrée 2019, elle remplace Céline Moncel à la co-présentation du Non Stop (15 h - 17 h) en semaine.
À la rentrée 2022, toujours avec François Gapihan, elle présente l'aprèm info le nouveau nom du Non Stop. Mais à partir du 2 septembre 2023, Karine De Ménonville intègre l'aprèm Info Week-End avec Benjamin Dubois.
En janvier 2025, toujours sur BFMTV. elle quitte la présentation de l'aprèm info Week-End pour récupérer la tranche de 22h à minuit du vendredi au dimanche pour présenter Week-End Soir .

## Filmographie
- 2010 : Comme les cinq doigts de la main (apparition comme présentatrice d'un flash d’informations avec Ronald Guintrange)
- 2015 : Le Grand Partage (apparition comme présentatrice d'un flash d’informations)